# Hantili I.
Hantili I. je bil kralj hetitskega Starega kraljestva, ki je vladal 30 let od okoli 1526 do 1496 pr. n. št. (kratka kronologija) ali od okoli  1590 do 1560 pr. n. št. (srednja kronologija).

## Življenjepis

### Vzpon na oblast
Iz Telepinujeve proklamacije je razvidno, da je bil Hantili točaj hetitskega kralja Muršilija I. in bil poročen z njegovo  sestro Harapšili. Okoli leta 1526 pr. n. št. je Hantili s pomočjo svojega zeta Zidante umoril Muršilija in sam zasedel hetitski prestol.

### Vladanje
Hantilijevo vladanje je opisano v samo nekaj nepopolnih virih.  Med njegovim vladanjem se je nadaljevala vojaška tradicija njegovih predhodnikov. Eden od njegovih največjih dosežkov je bilo vzdrževanje hetitske oblasti v Siriji. Iz Karkemiša je izvedel vojni pohod, najverjetneje proti Huritom, tradicionalnim sovražnikom Hetitskega kraljestva. Izid pohoda ni znan.
Po pohodu se je vrnil v hetitsko prestolnico Hatušo. Na poti domov je prišel do mesta Tegarama, morda sedanjega turškega mesta Gürün, kjer je, tako pravi Telepinujeva proklamacija, začel obžalovati, da je ubil Muršilija. Ob tem naj bi izjavil: »Kaj sem storil! Zakaj sem poslušal besede Zidanteja, mojega zeta? Takoj ko je zavladal kot kralj, so bogovi zahtevali (pravico za prelito) Muršilijevo kri.«

## Družina
Hantilijeva starša nista znana. Njegova žena je bila kraljica Harapšili, s katero je imel najmanj eno hčerko. Hantilijev vnuk Amuna je ubil kralja Zidanto I. in sam zasedel hetitski prestol.